# A Christmas Carol (1971)
A Christmas Carol aus dem Jahr 1971 ist ein Zeichentrickfilm von Richard Williams, der nach der gleichnamigen Erzählung von Charles Dickens entstand.

## Handlung
London im Jahre 1843, der Unternehmer Ebenezer Scrooge ist ein alter geiziger Mann, der die Weihnachtsfreude seiner Mitmenschen vor dem kommenden Fest nicht teilen mag. Von seinem Neffen lässt er sich nicht zum Weihnachtsfest einladen. Zwei Spendensammlern verwehrt er eine Spende. Am Abend begibt er sich von seiner Firma nach Hause, wo er sich sogleich schlafen legen möchte. Doch dann erscheint ihm aus seiner Schlafzimmertür kommend sein toter Geschäftspartner Jacob Marley, der ihm ausrichtet, dass ihn drei Geister heimsuchen würden. Durch die Geister habe Scrooge eine Chance, seinem bösen Schicksal zu entgehen, das ihn nach seinem Tod erwarte.
Der erste Geist erscheint, der ihm zeigt, was er in der Vergangenheit falsch gemacht hat. Darauf erscheint ihm der zweite Geist, der ihm zeigt, was er zur diesjährigen Weihnacht falsch gemacht hat. Schließlich erscheint ihm noch der dritte Geist, der ihm zeigt, was aus seinem Handeln in der Zukunft folgt. Scrooge hat nun endgültig seine Fehler erkannt und gelobt Besserung. Plötzlich ist er wieder daheim in seinem Bett. Die Sonne ist soeben aufgegangen und Ebenezer Scrooge ist glücklich darüber, dass er noch eine zweite Chance hat.
Er nutzt diesen Morgen des Weihnachtsfestes sofort. Er kauft für die Familie seines Mitarbeiters Bob Cratchit, dem er bisher nur ein geringes Gehalt zahlte, eine Weihnachtsgans und erhöht auch dessen Gehalt, was besonders dessen krankem Sohn Tim zugutekommt. Tims Chancen, seine Krankheit zu überwinden, steigen dadurch enorm. Dem Spendensammler verspricht er eine hohe Geldspende. Die Weihnachtsfeier seines Neffen besucht er nun doch. Scrooge hält seine gemachten Vorsätze ein und wird zudem für den kleinen Tim so etwas wie ein zweiter Vater.

## Produktion und Veröffentlichung
Produziert wurde der Kurzfilm von Richard Williams Productions. Seine Premiere hatte der Film am 21. Dezember 1971 im Fernsehen der USA. Der Film wurde auch nach Argentinien und Venezuela exportiert. Alastair Sim als Ebenezer Scrooge und Michael Hordern als Marley repräsentierten ihre Rollen aus der Realverfilmung Eine Weihnachtsgeschichte (1951).

## Auszeichnung
1973 wurde der Zeichentrickfilm mit einem Oscar in der Kategorie „Bester animierter Kurzfilm“ (Best Short Subject, Animated Films) ausgezeichnet.

## Synchronisation
| Rolle                                         | englischer Sprecher |
| --------------------------------------------- | ------------------- |
| Ebenezer Scrooge                              | Alastair Sim        |
| Marleys Geist                                 | Michael Hordern     |
| Bob Cratchit                                  | Melvyn Hayes        |
| Mrs. Cratchit                                 | Joan Sims           |
| Lumpensammler / Fezziwig                      | Paul Whitsun-Jones  |
| Scrooges Neffe / Spendensammler (Wohltätiger) | David Tate          |
| Geist der vergangenen Weihnacht               | Diana Quick         |
| Geist der gegenwärtigen Weihnacht             | Felix Felton        |
| Geist der zukünftigen Weihnacht               | Annie West          |
| Mrs. Dilber                                   | Mary Ellen Ray      |
| Tiny Tim                                      | Alexander Williams  |
| Erzähler                                      | Michael Redgrave    |